# L'Homme dans l'ombre
Pour plus de détails, voir Fiche technique et Distribution.
L'Homme dans l'ombre (Raggedy Man) est un film américain réalisé par Jack Fisk, sorti en 1981.

## Fiche technique
- Titre original : Raggedy Man
- Titre français : L'Homme dans l'ombre
- Réalisation : Jack Fisk
- Scénario : William D. Wittliff, d'après sa nouvelle éponyme
- Direction artistique : John J. Lloyd[1]
- Costumes : Joe I. Tompkins (en)
- Photographie : Ralf D. Bode
- Montage : Edward Warschilka
- Musique : Jerry Goldsmith
- Production :Burt Weissbourd, William D. Wittliff
  - Production associée : Terence Nelson[2]
- Société(s) de production : Universal Pictures
- Société(s) de distribution :  Universal Pictures
- Pays de production : États-Unis
- Année : 1981
- Langue : anglais
- Format : couleur (Technicolor) – 35 mm – 1,85:1 – mono
- Genre : drame
- Durée : 94 minutes
- Dates de sortie : 
  - États-Unis : 18 septembre 1981
  - France : 23 mars 1983

## Distribution
- Sissy Spacek : Nita Longley
- Eric Roberts : Teddy
- Sam Shepard : Bailey
- William Sanderson : Calvin
- Tracey Walter : Arnold
- R. G. Armstrong : Rigby
- Henry Thomas : Harry

## Distinctions

### Nominations
- Golden Globes 1982 :
  - Meilleure actrice dans un film dramatique pour Sissy Spacek
- Young Artist Awards 1982 :
  - Meilleur acteur dans un film pour Henry Thomas